# Wietrzychowice (Petite-Pologne)
Pour les articles homonymes, voir Wietrzychowice.
Wietrzychowice est une localité polonaise, siège de la gmina de Wietrzychowice, située dans le powiat de Tarnów en voïvodie de Petite-Pologne.